# Pierre W. Bélanger
Pour les articles homonymes, voir Bélanger.
Pierre W. Bélanger est un sociologue québécois né en 1934 à Lotbinière et décédé à Québec le 31 juillet 2009.  Il a été professeur à l'Université Laval.